# استان کوانگ تری
استان کوانگ تری (به لاتین: Quảng Trị Province) یک استان در ویتنام است که در منطقه شمال ساحل مرکزی واقع شده‌است.

## خصوصیات
استان کوانگ تری ۴٬۷۴۵٫۷ کیلومترمربع مساحت و ۶۱۶٬۶۰۰ نفر جمعیت دارد.